# 萩原朔太郎
萩原 朔太郎（はぎわら さくたろう、1886年（明治19年）11月1日 - 1942年（昭和17年）5月11日）は、日本の詩人、評論家。大正時代に近代詩の新しい地平を拓き「日本近代詩の父」と称される。

## 生涯

### 誕生から学生時代
群馬県東群馬郡北曲輪町（のちの前橋市北曲輪町（現・
千代田町一丁目））に、開業医の父・密蔵と母・ケイの長子として生まれた。名前の朔太郎は、長男で朔日（ついたち）生まれであることから、命名された。1893年（明治26年）に群馬県師範学校附属小学校に入学。この頃から神経質かつ病弱であり、「学校では一人だけ除け者にされて、いつも周囲から冷たい敵意で憎まれている。」 と孤独を好み、一人でハーモニカや手風琴などを楽しんだ。
師範学校附属小学校高等科を卒業後、1900年（明治33年）に旧制県立前橋中学校（現・群馬県立前橋高等学校）入学。この時代に従兄弟萩原栄次に短歌のことを教わる。校友会誌に『ひと夜えにし』と題してはじめて短歌五首を発表。在学中に級友と共に『野守』という回覧雑誌を出して短歌を発表する。『野守』には町田嘉章も加わり交友を深めた。作品には与謝野晶子の影響が見られ、1903年（明治36年）に与謝野鉄幹主宰の『明星』に短歌三首掲載され、石川啄木らと共に「新詩社」の同人となる。学校へ行くと言って家を出ながら、郊外の野原で寝転んだり、森や林の中を歩き回り、学校の授業中はいつも窓から空を見ていた。結局、中学で落第。
1907年（明治40年）9月熊本にある第五高等学校第一部乙類（英語文科）に浪人して入学する が翌年7月落第し、1908年（明治41年）9月、岡山にある第六高等学校第一部丙類（ドイツ語文科）に転校。試験を受けないため教師の間で問題となり、翌年7月落第。1910年（明治43年）、六高に籍を残しつつ慶應義塾大学部予科了組に入学するも直後に退学。同年の夏頃にチフスにかかり、帰郷し5月、六高を退学する。翌年、慶大予科に再入学する。比留間賢八についてマンドリンを習い音楽会やオペラを楽しむが、精神的苦悩に悩まされ、同年11月、慶大予科を中途退学。慶大への入退学が重なっているのは奇妙だが、これは旧制第六高等学校の教授が朔太郎の父・密蔵に手紙を寄せ、「朔太郎の学業に将来の望みなし」と諭告したことに関連する。

### 歌人・詩人としての出発

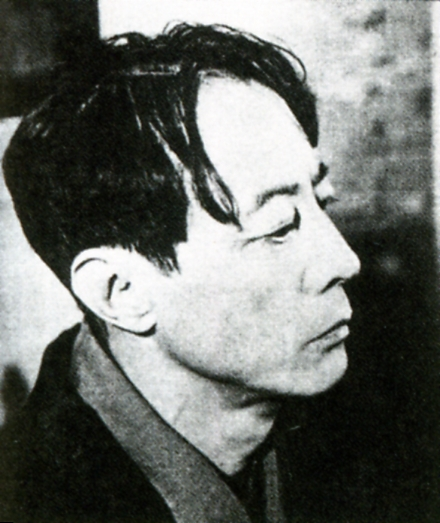
萩原朔太郎（1930年）

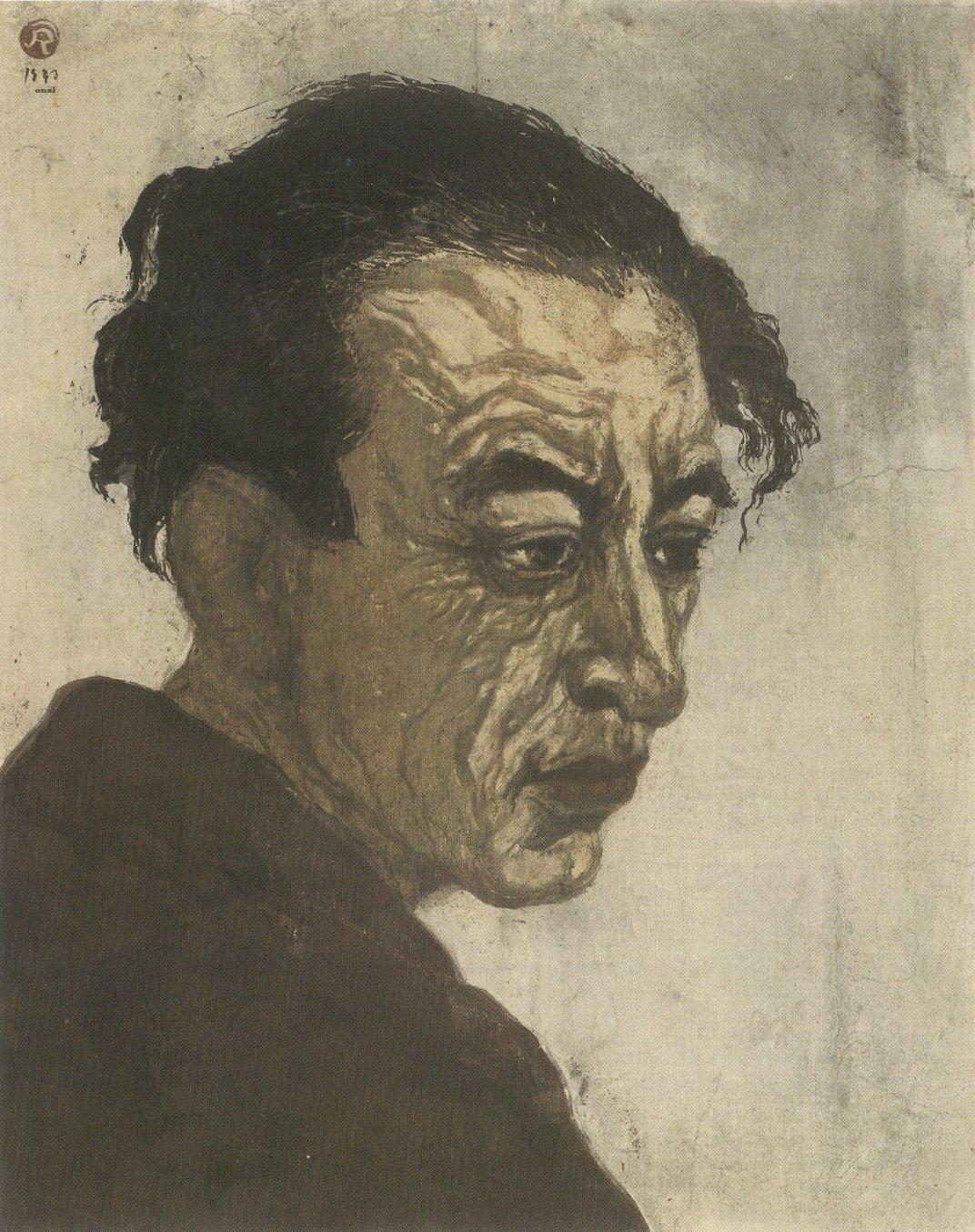
恩地孝四郎が描いた朔太郎の肖像

1913年（大正2年）に北原白秋の雑誌『朱欒』に初めて「みちゆき」ほか五篇の詩を発表、詩人として出発し、そこで室生犀星と知り合い、室生とは生涯の友となる。1914年（大正3年）に東京生活を切り上げて帰郷し、屋敷を改造して書斎とする。6月に室生犀星が前橋を訪れ、そこで山村暮鳥と3人で詩・宗教・音楽の研究を目的とする「人魚詩社」を設立。1915年（大正4年）には詩誌『卓上噴水』を創刊。「ゴンドラ洋楽会」を組織してマンドリンやギターを教授し、前橋や高崎で演奏会を開催する。またこのころから教会に出入りし、神や信仰、罪などの問題に悩み始める。
1916年（大正5年）春頃から自宅で毎週一回の「詩と音楽の研究会」を開き、6月に室生犀星との2人雑誌『感情』を創刊。高度に成熟した散文詩や評論を発表し始め、1917年（大正6年）32歳で、第一詩集『月に吠える』を感情詩社と白日社共刊により自費出版で刊行。内容・形式共に従来の詩の概念を破り、口語象徴詩・叙情詩の新領域を開拓し、詩壇に確固たる地位を確立。森鷗外の絶賛を受けるなど、一躍詩壇の寵児となった。5月『文章世界』誌上において神秘主義・象徴主義論のきっかけをつくる論文を発表。『文章世界』1917年5月に「三木露風一派の詩を追放せよ」を発表した。
1918年（大正7年）『感情』に詩3篇を発表したのち、前橋市でマンドリン倶楽部の演奏会を頻繁に開催し、前橋在住の詩人歌人たちと「文芸座談会」を設ける。1919年（大正8年）5月、上田稲子と結婚。6月、若山牧水来訪。詩人団体「詩話会」の委員となり、機関紙『日本詩人』の創刊と共にアフォリズム風の文章を初めて発表し始める。1922年（大正11年）に『新しき欲情』を刊行。『短歌雑誌』に発表した「現歌壇への公開状」をきっかけに歌壇人と論争になり、朔太郎は万葉の浪漫的抒情精神の復活を唱えた。1920年（大正9年）長女萩原葉子誕生。1922年（大正11年）次女明子誕生。

### 再度の上京から「氷島」まで
1923年（大正12年）1月26日詩集『青猫』刊行、7月『蝶を夢む』を刊行し、谷崎潤一郎を訪問。1924年（大正13年）2月に雑誌『新興』創刊号に発表した「情緒と理念」一二篇により同誌が発売禁止となる。1925年（大正14年）には妻と娘二人を伴い上京し、東京府荏原郡大井町（現・品川区内）、北豊島郡滝野川町田端（現・北区内）へ移り住み、近隣の芥川龍之介や室生犀星と頻繁に往来する。8月に『純情小曲集』を刊行。雑誌『日本詩人』の編集を、後に妹・アイが嫁ぐ佐藤惣之助と担当し、ニヒリズムの傾向を強める。11月、妻の健康回復のため鎌倉に転居。
1926年（大正15年・昭和元年）荏原郡馬込町（現・大田区内）に転居。1927年（昭和2年）頃から三好達治、堀辰雄、梶井基次郎などの書生や門人を多く抱えるようになる。三好達治は妹・アイに求婚するが断られ、のちにアイが再々婚した佐藤惣之助に先立たれると、妻を離縁しアイを妻として三国町で暮らすが、まもなく離縁する。1928年（昭和3年）に「詩人協会」の創立に伴い評議委員となり、2月『詩論と感想』を、12月『詩の原理』を刊行。
1929年（昭和4年）7月に家庭破綻により娘二人を伴い前橋の実家に帰り、離婚と家庭崩壊の苦悩により生活が荒廃し始める。10月『虚妄の正義』を刊行。11月、単身上京、赤坂区檜町（現・港区赤坂）のアパート乃木坂倶楽部に仮寓。11月、父重態となり前橋に帰る。翌年7月父死去。10月、妹・アイとともに上京、牛込区市谷台町（現・新宿区内）に居住。1931年（昭和6年）5月、万葉集から新古今集にいたる和歌・437首の解説を中心とする『恋愛名歌集』を刊行。1933年（昭和8年）に世田谷区代田一丁目に自ら設計して自宅新築、入居。個人雑誌『生理』を発刊。ここで、与謝蕪村や松尾芭蕉など、古典の詩論を発表し、日本の伝統詩に回帰した。

### 日本主義者への変貌
1934年（昭和9年）に詩集『氷島』を刊行。同年7月に明治大学文芸科講師となり、詩の講義を担当するようになる。1935年（昭和10年）4月『純正詩論』、10月『絶望の逃走』、11月には『猫町』を刊行。自らが発起人となって伊東静雄の出版記念会を行った。1936年（昭和11年）3月『郷愁の詩人与謝蕪村』、5月随筆論評集『廊下と室房』を刊行。前年に雑誌『文学界』に連載した「詩壇時評」により、第八回文学界賞を受ける。10月に「詩歌懇和会」が設立されると役員となる。
1937年（昭和12年）に上毛新聞主宰の「萩原朔太郎歓迎座談会」に出席し帰郷。3月『詩人の使命』、8月『無からの抗争』を刊行。「透谷会」の創立発起人となり、9月に「透谷文学賞」が設立されると、島崎藤村・戸川秋骨・武者小路実篤と共に選考委員となる。この頃からおびただしい量の執筆・座談会・講演等をこなすようになる。1938年（昭和13年）1月「新日本文化の会」の機関紙『新日本』を創刊。3月に『日本への回帰』を発表して日本主義を主張し、一部から国粋主義者と批判される。雑誌『日本』に「詩の鑑賞」を執筆した。4月、大谷美津子と結婚するも入籍せず。
1939年（昭和14年）にパノンの会（正式名・詩の研究講義の会）を結成。9月『宿命』を刊行。1940年（昭和15年）に『帰郷者』（第四回透谷文学賞受章）、『港にて』を刊行し、10月『阿帯』を刊行する。この頃から身体に変調を感じ始め、1942年（昭和17年）4月末付で明治大学講師を辞任。同年5月11日に急性肺炎で世田谷の自宅にて55歳で死去。墓所は前橋市榎町政淳寺。法名は光英院釈文昭居士。

## 家族
朔太郎の長女・萩原葉子も作家であり、演出家の萩原朔美は葉子の息子（朔太郎の孫）である。
朔太郎には妹が4人おり、末の妹・アイ（愛子）は、詩人佐藤惣之助の妻である。

## 著作

### 詩集
- 『月に吠える』感情詩社 ほか, 1917（角川文庫・講談社文庫で再刊）
- 『蝶を夢む』新潮社, 1923
- 『青猫』新潮社, 1923（三笠文庫、新潮文庫で再刊）
- 『純情小曲集』新潮社, 1925
- 『萩原朔太郎詩集』第一書房, 1928（復刻版も刊）
- 『氷島』第一書房, 1934
- 『定本 青猫』版画荘, 1936
- 『宿命』創元社, 1939（創元文庫[注釈 2] で再刊）

選集「詩集」
- 『萩原朔太郎詩集』 三好達治選、岩波文庫, 1952、改版1981
- 『萩原朔太郎詩集』 伊藤信吉編、彌生書房, 1963／角川文庫, 1956
- 『萩原朔太郎詩集』 河上徹太郎編、新潮文庫、改版2004
- 『萩原朔太郎詩集』 思潮社 現代詩文庫, 1975
- 『萩原朔太郎  近代の詩人7』 中村真一郎編・解説、潮出版社, 1991
- 『青猫 萩原朔太郎詩集』 阿毛久芳解説、集英社文庫, 1993
- 『月に吠える 萩原朔太郎詩集』 角川文庫, 改版1999
- 『萩原朔太郎詩集』 ハルキ文庫・角川春樹事務所, 1999

### アフォリズム集
- 『新しき欲情』アルス, 1922
- 『虚妄の正義』第一書房, 1929（講談社文芸文庫で再刊）
- 『絶望の逃走』第一書房, 1935
- 『港にて』創元社, 1940

### 随筆・小説
- 『詩論と感想』素人社書屋, 1928
- 『純正詩論』第一書房, 1935
- 『猫町』版画荘, 1935 - 唯一の小説
- 『人生読本 春夏秋冬』辻野久憲編、第一書房, 1936（ちくま文庫で再刊）
- 『廊下と室房』第一書房, 1936
- 『詩人の使命』第一書房, 1937
- 『無からの抗争 詩と文学に関する問題』白水社, 1937
- 『日本への回帰』白水社, 1938
- 『帰郷者』白水社, 1940（中公文庫で再刊）
- 『阿帯 萩原朔太郎随筆集』河出書房, 1940

### 詩歌論
- 『詩の原理』第一書房, 1928（創元選書、新潮文庫で再刊）
- 『恋愛名歌集』選評 第一書房, 1931（岩波文庫で再刊, 2022）
- 『郷愁の詩人 與謝蕪村』第一書房, 1936（新潮文庫、岩波文庫で再刊）
- 『昭和詩鈔』冨山房百科文庫, 1940

### 全集ほか
- 『萩原朔太郎全集』全10巻・別冊 小学館, 1943-44
- 『萩原朔太郎全集』全8巻 創元社, 1951。伊藤信吉ほか解説
- 『萩原朔太郎全集』全5巻 新潮社, 1959-60。編集委員：室生犀星・三好達治・伊藤信吉
- 『萩原朔太郎全書簡集』人文書院, 1974。伊藤信吉編
- 『萩原朔太郎全集』全15巻 筑摩書房, 1975-78、補訂版（全16巻）, 1986-89
- 『萩原朔太郎全詩集』筑摩書房, 1979

### 編著・選集（新版）
- 『昭和詩鈔』萩原朔太郎編、安藤元雄解説、冨山房百科文庫、1977、新版1989（本編は上記版）
- 『エレナ!  萩原朔太郎<郷土望景詩>幻想』司修画、小沢書店、1993
- 『萩原朔太郎の人生読本』辻野久憲編、ちくま文庫、1994
- 『猫町 他十七篇』清岡卓行編、岩波文庫、1995
- 『萩原朔太郎 ちくま日本文学』 筑摩書房、2009。文庫判
- 『萩原朔太郎　近代浪漫派文庫21』 新学社、2005
- 『猫町』金井田英津子・画、パロル舎 のち長崎出版 / しきみ・画　立東舎。ISBN 4845628791
- 『宿命』（未来社〈転換期を読む〉、2013）
- 室生犀星との共著『二魂一体の友』中公文庫、2021。巻末は娘の萩原葉子×室生朝子対談
- 『詩人はすべて宿命である』国書刊行会、2022（安智史・栗原飛宇馬編）

## 資料・顕彰

前橋文学館

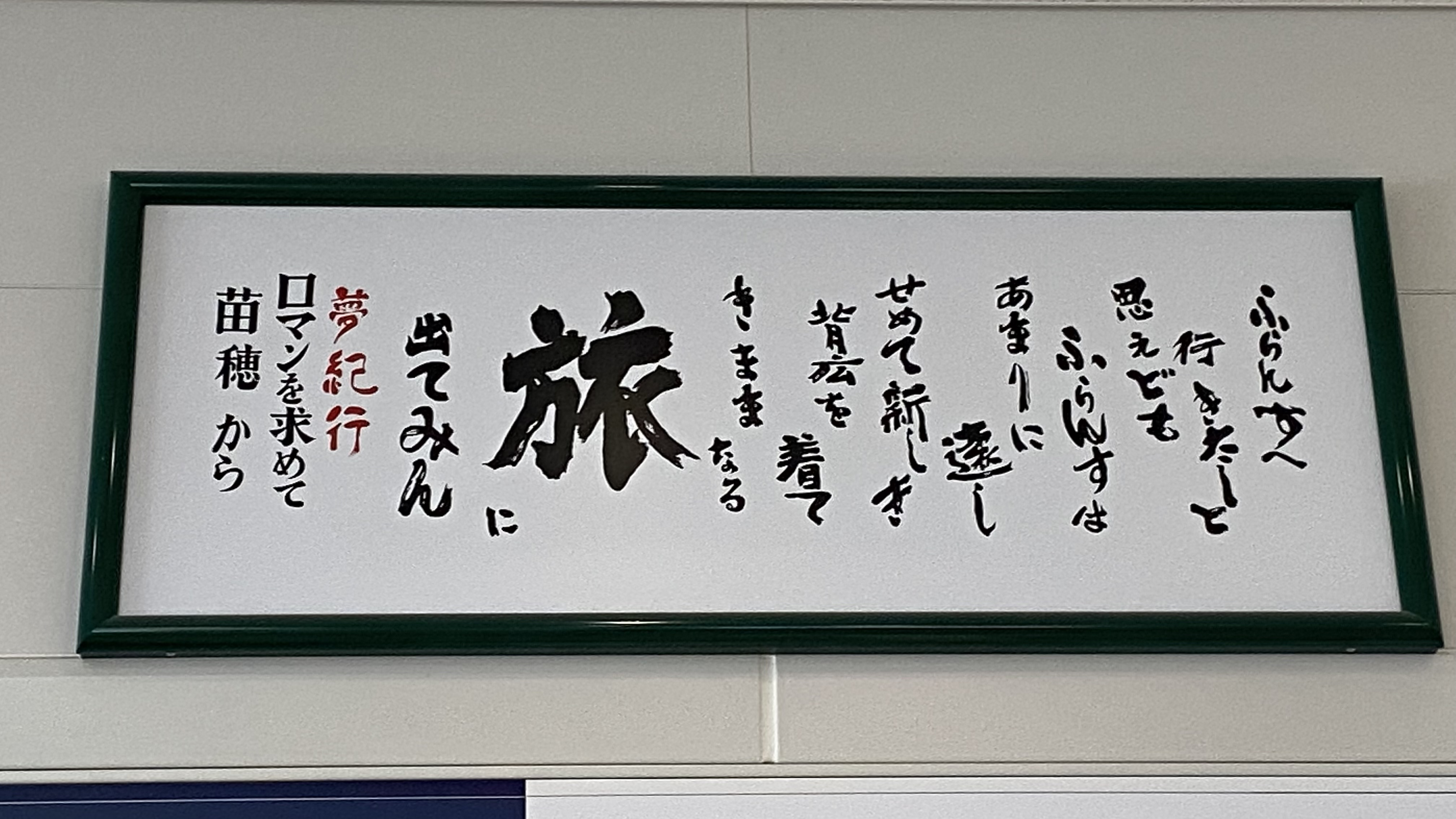
JR苗穂駅出札口上の額

- 出生地である前橋市にある水と緑と詩のまち前橋文学館に、地元出身の詩人伊藤信吉（全集編集に従事し、伝記『萩原朔太郎』により、第28回読売文学賞を受賞）らの努力により、朔太郎など群馬県出身の詩人に関する貴重な資料が保存・展示されている。
- 2007年9月7日、台風による強風で木が倒れ、生家に直撃し、屋根などが破損し修理された。
- 朔太郎の功績を記念し、前橋市の条例により、萩原朔太郎賞が制定されている。萩原朔太郎賞一覧（萩原朔太郎賞一覧－萩原朔太郎研究所 のHPより）
- 詩碑は前橋市内に数ヶ所ある。敷島公園の「帰郷」詩碑（13回忌に建立）、前橋文学館付近の「広瀬川」詩碑（1970年建立）など。
- 2013年（平成24年）東京世田谷の市民ボランティア団体北沢川文化遺産保存の会が、朔太郎終焉の地近くの北沢川緑道に「萩原朔太郎・葉子と代田の丘の61号鉄塔」という由来碑を建立した。これには『定本青猫』の一節が刻まれている。この高圧鉄塔は、萩原朔太郎の居住痕跡を示す唯一のものということで「世田谷区地域風景資産」に選定されている。
- 没後80年となる2022年、朔太郎に関する企画展「萩原朔太郎大全2022」が全国52カ所の文学館等で開催された[8]。
- JR北海道苗穂駅の出札口上に「ふらんすへ 行きたしと...」で始まる朔太郎の詩「旅上」の一節が書かれた額が掲げられている。この一節は2018年の現駅舎供用開始前まで使用された旧駅舎の頃から長らく駅舎の外壁に看板として掲げられており[9]、駅を通る列車からよく目立つこともあって苗穂駅の名物として親しまれていた。

## 作品の特徴
1917年2月刊行の処女詩集『月に吠える』で全国に名を知られるようになった。続いて1923年1月に『青猫』を刊行。これは『月に吠える』と並ぶ朔太郎の代表作とされている。白秋に次いで文化学院で教鞭をとる。
この他、『蝶を夢む』、『萩原朔太郎詩集』、それらを集成した『定本青猫』がある。これらの作品は、口語体によって書かれ、高村光太郎と共に「口語自由詩の確立者」とされる。一方、実生活上では医師の長男でありながら、生涯定職に就かなかった負い目の意識や、2度の離婚。最初の離婚にまつわる家庭内不和とネグレクトの末次女に知的障害が残るなど、過失の意識を強めていった。1934年6月に刊行された『氷島』では、全篇漢文調の文語体を用いて、寂寥と懐疑の情を訴えている。この作品を巡っては、評価は好悪まったく二分されている。最後の詩集は、散文詩と抒情詩（行わけ詩）をまとめた綜合詩集『宿命』であった。

## 人物・その他
- マンドリン奏者でもあり、たびたび前橋市で演奏している。群馬県立前橋高等学校には朔太郎にちなんで結成されたギター・マンドリン部がある。ギターも独学で学んでおり、家では娘萩原葉子がマンドリンを弾き、朔太郎がギターを弾くということもあったという。朔太郎の演奏は非常に感情がこもっており、「音楽は正確なテンポと感情が大事だよ」と娘に決まって言っていた。
- 1902年（明治35年）頃、16歳の時最初のカメラを買って写真を始めた。この時従兄である萩原栄次の日記に「朔ちゃんが六五銭の写真機を買って来て、屋根の上から釣鐘堂を撮す」とある。この頃はパノラマでない通常の、おそらく軽便写真器を使っていたが、明治期に撮影されたと思われるステレオ写真乾板も存在することから写真を始めて10年程ですでにステレオカメラを入手し、その後は特にパノラマ写真を好んだ。ステレオカメラに詳しい島和也によれば使ったカメラはジュール・リシャールのヴェラスコープではないかという。前橋文学館に45×107mm判写真乾板が展示されている。これらの写真は妹の幸子の家で1972年に発見され、前橋市立文化会館館長で若い頃から朔太郎の詩に魅せられ研究を続けていた野口武久の元に持ち込まれ、7年をかけて撮影年代や場所を特定され、1979年『萩原朔太郎撮影写真集』として出版され、また再編集の上で1994年10月『萩原朔太郎写真作品 のすたるぢや-詩人が撮ったもうひとつの原風景』として出版された[10]。
- 大のミステリファンとして知られており、1926年のエッセイ「探偵小説に就いて」で江戸川乱歩の、とくに「人間椅子」を賞賛（ちなみに、朔太郎の詩に「腕のある寝台」の題もある）。1931年からは直接親交を結び、「パノラマ島奇譚」を賞賛した（朔太郎が「パノラマ島奇譚」を直接に論じた文章は現在までの所確認されていないが、乱歩の『探偵小説四十年』中に、朔太郎が直接乱歩に賞賛の言葉を贈った旨の回想がある。朔太郎自身、しばしばパノラマを詩・散文詩のモティーフとして取り上げている）。
- 20代の頃から手品に興味を持っており、晩年になって阿部徳蔵主催のアマチュア・マジシャン・クラブに入会した。当時この会に入会するのは難しかったそうで入会した時には「僕のようなものでも不思議に入会できたよ。なにしろ偉い人達ばかりなので詩人の僕など、とてもだめかと思っていたのだが…。」とまるで子どものような表情で喜んでいたという。亡くなるまで手品を楽しんでおり、朔太郎の亡き後書斎の棚に「手をふれるべからず」という紙が書いた紙が貼ってある棚を開けるとすべて手品のネタ明かしだったというエピソードが残っている。
- とても正直で嘘や、その場の取り繕いということができない性格だった。また非常に気が弱くお金を借りにきた人に断ることができなかった。
- 非常に臆病で、自分の書いたものの悪口を言われるとかなり気にして、幾日も家にこもったきりということもあったという。また、家に知らない人が来るとかなり怯えた様子をすることもあった。話し方は早口でことばがもたれたりしてちょっと舌ったらずの感じで話すが、飲むと少しゆっくりになったという。いつも伏し目がちで相手の顔を見なかったが、なにかの拍子に不意に顔を挙げて、おどろくほど大きな目で一瞬相手の目を見て、すぐまた目を逸らしてしまうのが癖だった。
- 娘達が小さい頃、よく寝る前に童話を話して聞かせていた。中でも不思議の国のアリスは朔太郎が子供の頃から好きだったこともあり繰り返し聞かせたという。アリスの映画が上映されたときには娘達に「映画に行こう」と誘ったという。
- 三好達治がよく家を訪ねてきており、仕事中だと家の者がちょっとでも入ると嫌がる書斎に通してよく話をしていた。気が弱くて喧嘩の嫌いな朔太郎は危険の感じられるような会合の時には三好によく用心棒を頼んでおり、何か困ったことがあると「三好君に相談してみよう」と言って頼りにしていた。病気で寝込んでいる際にも三好が来ると家族のものに「寝室に通してくれ」と頼んでいたという。家に苦手な人が訪ねてきたときには三好の下宿に「原稿を書かせてくれ」と言いながら訪れ、２～３時間後に三好を引き連れて家に戻り「三好君と会ったので一緒に散歩していた」と言ったというエピソードがあったと後日三好が語っている。
- 暑さに弱く暑い時期には毎年弱っていたが、寒さには強く「僕は夏にはかなわないが、冬は元気だよ」と寒さに強いのを得意にしていた。
- 歩き方が変わっていてふわふわと宙に浮くような早足で、あやつり人形のようなぎこちない歩き方だった。自動車や自転車がたくさん走っている道路を横断するのが苦手で、同行者に引っ張ってもらうように恐々と渡っていたという。
- 同姓同窓同郷の詩人の萩原恭次郎と交友があった。尚、朔太郎が主宰していたマンドリン研究会に中学生時代に参加しておりその頃からの知り合いであった。
- 作曲もいくつか試みており、室生犀星の詩による合唱曲『野火』、マンドリン曲"A Weaving Girl"（機織る乙女）などが残されている。

## 発言・持論等
- 私の詩集「月に吠える」を変態心理の代表作品の如く言ふ人があるが、そんなことからの御問合せならば少しく不愉快です。私自身では別に常人と変つた心理は持つて居ないと思つてゐます。しかし解しやうによつては、 すべての芸術家は皆一種の変態心理者でせう。我々は千里眼や狐ツキでこそないが、物事を直覚する点では遥かに常人にすぐれてゐます。何かさういふ意味の変態はあるでせう[11]。
- 物の「真理」といふべき普遍の本質をつかむことはむつかしく、その智慧を有する人だけが恵まれた芸術の天才なのだ。（中略）但し最後に注目すべきは、普遍性と通俗性とは、似て非なるものだと言ふことである。 民衆派詩人たちの芸術論は、いつもこの点で誤解があるやうに思はれる[12]。

## 評論・伝記
- 萩原葉子『父・萩原朔太郎』筑摩書房, 1959、新版1980、中公文庫 1979、小学館 2022
  - 萩原葉子『朔太郎とおだまきの花』新潮社, 2005
- 三好達治『萩原朔太郎』筑摩書房「筑摩叢書」, 1963、講談社文芸文庫 2006
- 『萩原朔太郎研究』伊藤信吉編、思潮社, 1966、増補版1972
- 伊藤信吉『萩原朔太郎』北洋社, 1976。増訂版「著作集 第二巻」沖積舎 2001
- 『萩原朔太郎研究』那珂太郎編、青土社, 1974
  - 那珂太郎『萩原朔太郎その他』小沢書店, 1975
  - 那珂太郎『萩原朔太郎詩私解』小沢書店, 1977
- 清岡卓行『萩原朔太郎『猫町』私論』文藝春秋, 1974、筑摩叢書 1991
- 岡庭昇『萩原朔太郎 陰画の近代』第三文明社, 1974
- 村上一郎『萩原朔太郎ノート 抒情と憤怒』国文社, 1975
- 飯島耕一『萩原朔太郎』角川書店, 1975
- 富士川英郎『萩原朔太郎雑志』小沢書店, 1979
- 粟津則雄『萩原朔太郎論』思潮社, 1980
- 嶋岡晨『伝記萩原朔太郎』春秋社, 1980
- 大岡信『萩原朔太郎』（近代日本詩人選）筑摩書房, 1981、ちくま学芸文庫 1994
- 岸田俊子（エリス俊子）『萩原朔太郎 詩的イメージの構成』沖積舎, 1986
- 磯田光一『萩原朔太郎』講談社, 1987、講談社文芸文庫 1993
- 北川透『萩原朔太郎<詩の原理>論』筑摩書房, 1987
- 坪井秀人『萩原朔太郎論 <詩>をひらく』和泉書院, 1989
- 北川透『萩原朔太郎<言語革命>論』筑摩書房, 1995
- 安智史『萩原朔太郎というメディア　ひき裂かれる近代／詩人』森話社，2008
- 野村喜和夫『萩原朔太郎』中央公論新社「中公選書」, 2011
- 中村稔『萩原朔太郎論』青土社, 2016
- 『萩原朔太郎大全』同・実行委員会編、春陽堂書店, 2022

### アルバム
- 『萩原朔太郎 日本文学アルバム17』筑摩書房, 1956
- 那珂太郎『名詩鑑賞 萩原朔太郎』講談社学術文庫, 1979
- 『萩原朔太郎 新潮日本文学アルバム15』新潮社, 1984
- 『萩原朔太郎写真作品 のすたるぢや-詩人が撮ったもうひとつの原風景』フォトミュゼ・新潮社, 1994。朔太郎による写真・詩

## 派生関連作品
- 『世界の中心で、愛をさけぶ』の主人公の名前はこの朔太郎から名付けられた。
- 映画『ゲド戦記』の挿入歌「テルーの唄」は萩原朔太郎の詩「こころ」に着想を得た宮崎吾朗監督が作詞し、谷山浩子が作曲した。
- 清家雪子『月に吠えらんねえ』月刊アフタヌーン 2013～2019年 - 萩原朔太郎の作品から受けた印象をキャラクター化した「朔くん」という人物が主人公として登場する。
- 『天上の花』- 2022年公開の映画、原作は萩原葉子『天上の花　三好達治抄』（新潮社、1966年）、萩原役は吹越満、三好達治は東出昌大、妹・萩原慶子を入山法子が演じる。
- 宇野千代『生きて行く私』 - 宇野千代の自伝小説。1984年にMBS・TBS系列で放送された同作のテレビドラマ版では、菅貫太郎が萩原朔太郎を演じている。